# 科瓦利夫卡 (希沙基區)
50°1′22″N 34°3′38″E / 50.02278°N 34.06056°E
科瓦利夫卡（烏克蘭語：Ковалівка）是位於烏克蘭中部波爾塔瓦州裏米爾霍羅德區的村莊，分別距離克利莫韋0.5公里和韋爾捷列齊克2.5公里，面積6.65平方公里，海拔高度100米，2001年人口895。